# Bulbophyllum iners
Bulbophyllum iners är en orkidéart som beskrevs av Heinrich Gustav Reichenbach. Bulbophyllum iners ingår i släktet Bulbophyllum och familjen orkidéer.
Artens utbredningsområde är Assam (Indien). Inga underarter finns listade i Catalogue of Life.